# Westerende-Kirchloog
Westerende-Kirchloog is een dorp in de Duitse deelstaat Nedersaksen. Bestuurlijk maakt het deel uit van de gemeente Ihlow, gelegen in de Landkreis Aurich in Oost-Friesland. Ruim 4 kilometer ten zuiden van Westerende-Kirchloog ligt het hoofddorp van de gemeente, Ihlowerfehn.
Het dorp ligt aan het Eems-Jadekanaal, ongeveer vijf kilometer ten zuidwesten van de stad Aurich. Aan dit kanaal ligt een kleine scheepswerf, waar nog viskotters gerepareerd en incidenteel nieuw gebouwd worden, en aangrenzend een kleine jachthaven.

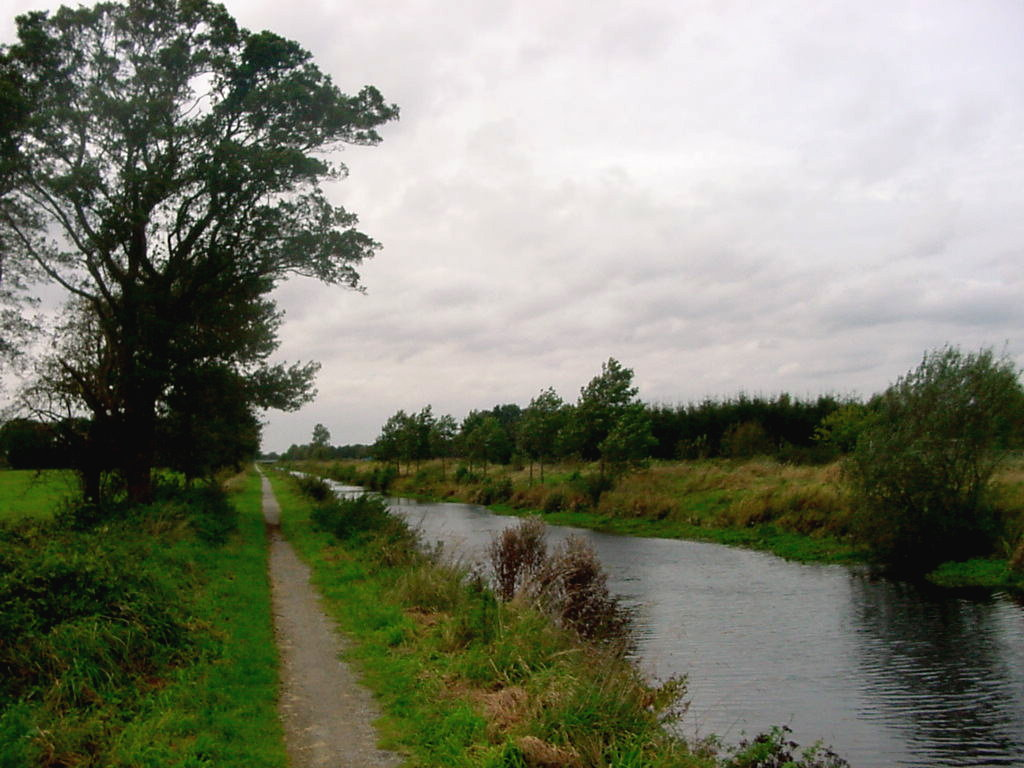
Ringkanal met jaagpad
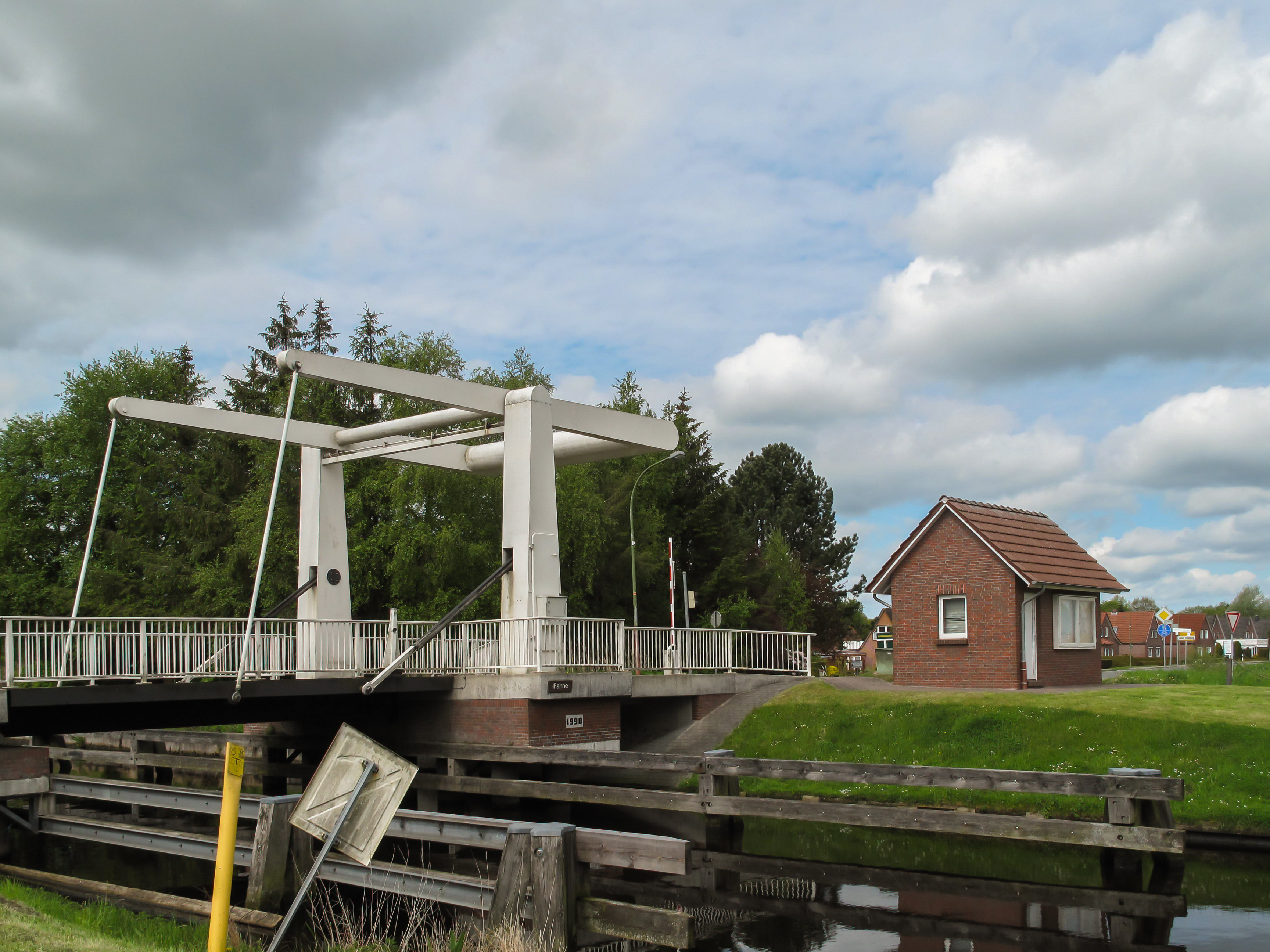
Ophaalbrug over het Eems-Jadekanaal

Van het Eems-Jadekanaal takt in het dorp een noordwestwaarts lopend zijkanaal met de naam Ringkanal af.
Westerende-Kirchloog wordt voor het eerst vermeld in 1408 en heeft een kerk uit de dertiende eeuw. Naast deze kerk staat een losstaande klokkentoren. De naam van het dorp wijst op een oude nederzetting. De ook in het Gronings voorkomende benaming loog is een middeleeuwse term voor een dorp met een dicht bebouwde, kleine dorpskern.